# بریده‌مهره دولیس
بریده‌مهره دولیس (نام علمی: Doleserpeton) نام یک سرده از تیره برابرپایان است.